# 세르게이 아흐로메예프

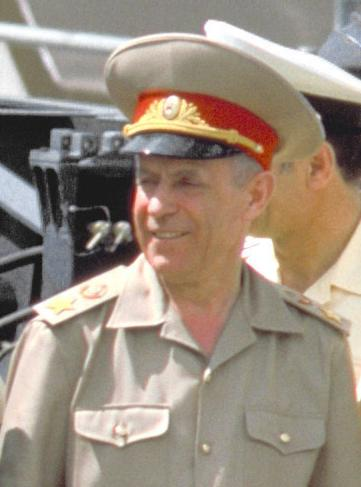
세르게이 아흐로메예프

세르게이 표도로비치 아흐로메예프(러시아어: Серге́й Фёдорович Ахроме́ев, 1923년 5월 5일 ~ 1991년 8월 24일)는 소비에트 연방의 군인이다. 1981년 레닌상, 1982년 소비에트 연방 영웅 칭호를 수여받았으며, 소련 최고 회의 연방 회의 대의원, 소련 인민 대의원도 역임하였다.

## 생애와 경력
탐보프 지방 (Tambov Governorate) 출신으로, 1940년 붉은 군대에 입대했으며, 하급 장교로서 제2차 세계 대전에 참전해 독소 전쟁을 경험하였다. 1943년 소비에트 연방 공산당에 입당했으며, 1952년 기갑 전차병 아카데미, 1967년 참모본부 아카데미를 졸업하였다.
1972년 극동 군관구 참모장과 제1부사령관이 되었으며, 1974년 소비에트 연방군 참모차장, 1979년 참모 제1차장, 1981년~1983년 당 중앙위원 후보를 거쳐, 1983년 중앙위원회 위원이 되었으며, 같은 해 소비에트 연방 원수에 임명되었다.
1984년~1988년 소비에트 연방의 참모총장, 국방 제1차관, 1988년 당 중앙위윈회 국제 정책 위원을 지냈으며, 1989년 퇴역 후에는 소비에트 연방 최고 회의 간부회 의장 고문, 최고 회의 의장 고문, 1990년 소비에트 연방 대통령 고문을 지냈다.
1990년 소비에트 연방의 보수계 신문 〈소비에츠카야 러시아〉와의 인터뷰에서 "당의 분열을 방지하고, 공산주의를 지키기 위해 군대를 출동시킬 수도 있다."는 발언을 해 눈길을 모았다.
페레스트로이카 노선을 둘러싸고, 소비에트 연방 대통령 미하일 고르바초프와 충돌하였으며, 8월 쿠데타 실패 후 자살하였다.
| 전임 니콜라이 오가르코프 | 제9대 소련군 총참모장 1984년 9월 ~ 1988년 11월 2일 | 후임 미하일 모이세프 |